# Rudolf Bayer
Pour les articles homonymes, voir Bayer.
Rudolf Bayer (né le 7 mai 1939 à Wasserlosen) est un informaticien allemand. Il est professeur d'informatique émérite à l'université technologique de Munich. Il est connu notamment pour avoir inventé l'arbre B avec Edward M. McCreight.

## Biographie
Après des études secondaires au lycée (Realgymnasium) de Wurtzbourg, il étudie les mathématiques à l'université technologique de Munich en 1959, puis part aux États-Unis, où il obtient un master en 1964 puis un doctorat en 1966 à l'université de l'Illinois à Urbana-Champaign, sous la direction de Franz Edward Hohn, ayant pour titre Automorphism Groups and Quotients of Strongly Connected Automata and Monadic Algebras,. Il travaille aux laboratoires de recherche de Boeing, puis est professeur associé à l'université Purdue. De 1972 à 2004, il est professeur à l'université technologique de Munich, puis professeur émérite.

## Recherche
Il est l'inventeur ou le coinventeur de trois structures de données : les arbres B, avec Edward M. McCreight, les arbres UB, avec Volker Markl, et les arbres bicolores (aussi arbres rouge-noir).

## Prix et distinctions
- Il est titulaire de la Bundesverdienstkreuz (ordre du Mérite de la République fédérale d'Allemagne) première classe (1999)
- Il est lauréat du ACM SIGMOD Edgar F. Codd Innovations Award (en) (2001)[3].
- Il est Fellow de la Société pour l'informatique (2005)[4].

### Article de référence
- Rudolf Bayer et Edward M. McCreight, « Organization and maintenance of large ordered indexes », Acta Informatica, vol. 1, no 3,‎ 1972, p. 173–189